# Сарбіново (Познанський повіт)
Сарбіново (пол. Sarbinowo, нім. Sarbinowo, 1939-45: Siewershausen) — село в Польщі, у гміні Сважендз Познанського повіту Великопольського воєводства.
Населення — 145 осіб (2011).
У 1975-1998 роках село належало до Познанського воєводства.

## Демографія
Демографічна структура станом на 31 березня 2011 року:
|          | Загалом | Допрацездатний вік | Працездатний вік | Постпрацездатний вік |
| -------- | ------- | ------------------ | ---------------- | -------------------- |
| Чоловіки | 74      | 22                 | 43               | 9                    |
| Жінки    | 71      | 11                 | 44               | 16                   |
| Разом    | 145     | 33                 | 87               | 25                   |